# دژنچوو پیروشه
دژنچوو پیروشه (به لهستانی:  Drzęczewo Pierwsze) یک روستا در لهستان است که در گمینا پیاسکی (استان لهستان بزرگ‌تر) واقع شده‌است. دژنچوو پیروشه ۱۳۲ نفر جمعیت دارد.